# Frank Monaco
Frank Monaco (New York, 27 dicembre 1917 – Londra, 26 giugno 2007) è stato un fotografo statunitense.

## Biografia
Monaco era figlio di una famiglia di emigrati molisani di Cantalupo nel Sannio, ebbe tre fratelli e suo padre morì quando lui aveva un anno di vita. Prese parte alla seconda guerra mondiale con l'esercito americano congedandosi in seguito alla ferita alla mano destra in cui perse tre dita disinnescando una bomba. Dopo un periodo di studi di arte e giornalismo presso l'Università di New York si dedicò alla fotografia. Decise di proseguire gli studi artistici a Roma nel 1950 dove frequentò gli ambienti felliniani e conobbe Robert Mitchum, John Wayne e Richard Burton. 
In quel periodo effettuò alcune visite in Molise ai suoi parenti materni scattando delle immagini ai  contadini. Capitò in seguito che mostrasse queste fotografie al pittore Afro, con il quale aveva stretto amicizia, che lo convinse a proseguire con la fotografia. Queste foto sono una delle più importanti testimonianze antropologiche della società contadina molisana e meridionale agli inizi degli anni Cinquanta. Quelle immagini, infatti, dove sua madre, Chiariana, era cresciuta prima di emigrare a New York, raccolte nel piccolo villaggio di montagna di Cantalupo ("lupo che canta") diventarono riconosciute non solo come fotografia rappresentativa, peraltro realizzata con una macchina fotografica presa in prestito, ma come una testimonianza unica di uno stile di vita contadina scomparsa per sempre.
Nel 1955 si trasferì a Londra dove collaborò con la rivista cattolica "Jubelee". Diventò dipendente dell'agenzia fotografica "Rex Features" (acquisita nel 2015 da Shutterstock), che gestì le sue immagini a partire dai primi anni Sessanta, pubblicate in ogni parte del mondo in più di 450 riviste tra libri, giornali e riviste. I temi fotografici principali sui quali ha soffermato la sua macchina fotografica sono stati quelli della vita sociale ma soprattutto quelli legati alla spiritualità e alla vita religiosa, in particolare in India, dove è tornato ben diciotto volte, un paese che amava, ma anche in Italia, Inghilterra, Irlanda e in Giappone.
Fornì immagini per il libro The Irish di Thomas O'Hanlon. Le sue immagini sono state oggetto di varie mostre in America, Inghilterra, Estonia, India e vari altri paesi. Una selezione delle sue foto fa parte della collezione permanente del Victoria & Albert Museum di Londra. Il Comune di Cantalupo nel Sannio ha dedicato al fotografo una mostra nel 2005 allestita con molti dei suoi scatti realizzati nel paese nel 1950.

## Vita privata
Quando gli Stati Uniti entrarono nella seconda guerra mondiale nel 1941, Monaco si era già sposato con Muriel, aveva avuto un figlio, Clifford, ed era divorziato. Dal 1956 ebbe una relazione con Lavinia Jones, dapprima come compagna e poi come moglie fino al 2005. A quanto è dato sapere, 15 giorni prima di morire, festeggiava in un ristorante italiano la cena di nozze per il suo terzo matrimonio con l'insegnante universitaria svedese Lena Frosterud.

## Pubblicazioni
- They Dwell in Monasteries, Seabury Pr, 1982 - ISBN 978-0816424092
- The Women of Molise: An Italian Village, 1950, St Martins Pr, 2001 - ISBN 978-0312273125
- Brothers and Sisters: Glimpses of the Cloistered Life, Marlowe & Co, 2002 - ISBN 978-1569245231